# 出井敏博
出井 敏博（いでい としひろ、1997年4月29日 - ）は、栃木県小山市出身の元プロ野球選手（投手）。右投右打。NPBでは育成選手だった。

## 経歴

### プロ入り前
小学校3年生より野球を始め、5年生から投手を務めるようになる。小中学校時代はエースとして活躍し、進学した埼玉栄高校でも、1年生秋からエースナンバーを背負った。高校卒業後は神奈川大学に進学。しかし、硬式野球部では周りの選手のレベルの高さに圧倒され、野球を辞めようと何度も考えるようになった。それでも踏みとどまり、主にリリーフでの起用で大学時代を過ごした。
2019年10月17日に行われたドラフト会議において埼玉西武ライオンズから育成ドラフト1位で指名され、11月21日に支度金350万円、年俸400万円にて入団合意した。背番号は120。

### 西武時代
2020年はイースタン・リーグに2試合登板。6イニングを投げて防御率3.00であった。
2021年は3月20日イースタン・リーグの開幕投手を任されたが、その翌々日の3月22日に同年3月24日から5月31日までBCリーグの埼玉武蔵ヒートベアーズに派遣されることが発表された。埼玉では9試合に登板（うち先発8）して2勝1敗の成績を残し、予定通り5月31日で派遣終了となった。
2022年は、イースタン・リーグで28試合に登板し、2勝6敗、防御率5.52だった。
2023年は、イースタン・リーグで20試合に登板し、3勝2敗1セーブ、防御率3.86を記録。この年も支配下登録されることなく、10月4日に戦力外通告を受けた。10月30日、現役を引退し、西武のチームスタッフに転身することが発表された。11月26日、ベルーナドームで行われたファンフェスティバル「ライオンズ サンクスフェスタ 2023」で育成選手としては異例の引退セレモニーが開かれた。

### 現役引退後
2024年からは先述の通り、西武のファーム打撃投手兼ファームスコアラーを務めることが発表された。

## 選手としての特徴・人物
ストレートの最速は143km/h。フォークが武器。185cmと高身長であるが、体重が増えないのが弱み。そのため、西武入団後は食事とウエイトトレーニングに力を入れていた。自身によればコントロールとフィールディングも優れていた。
神奈川大学在籍時の3学年上に濵口遥大がおり、実際に所属がかぶったのは1年間だけだったものの、濵口の野球に対する取り組みに大きく影響されたという。西武入団後は1歳年下の今井達也を目標にしたい存在としていた。

## 詳細情報

### 年度別投手成績
- 一軍公式戦出場なし

### 背番号
- 120（2020年 - 2023年）
- 61（2021年）※埼玉武蔵ヒートベアーズでの背番号
- 09（2024年）※2025年から打撃投手は継続するが背番号無し